# Friedrich Mandl
Pour les articles homonymes, voir Mandl.

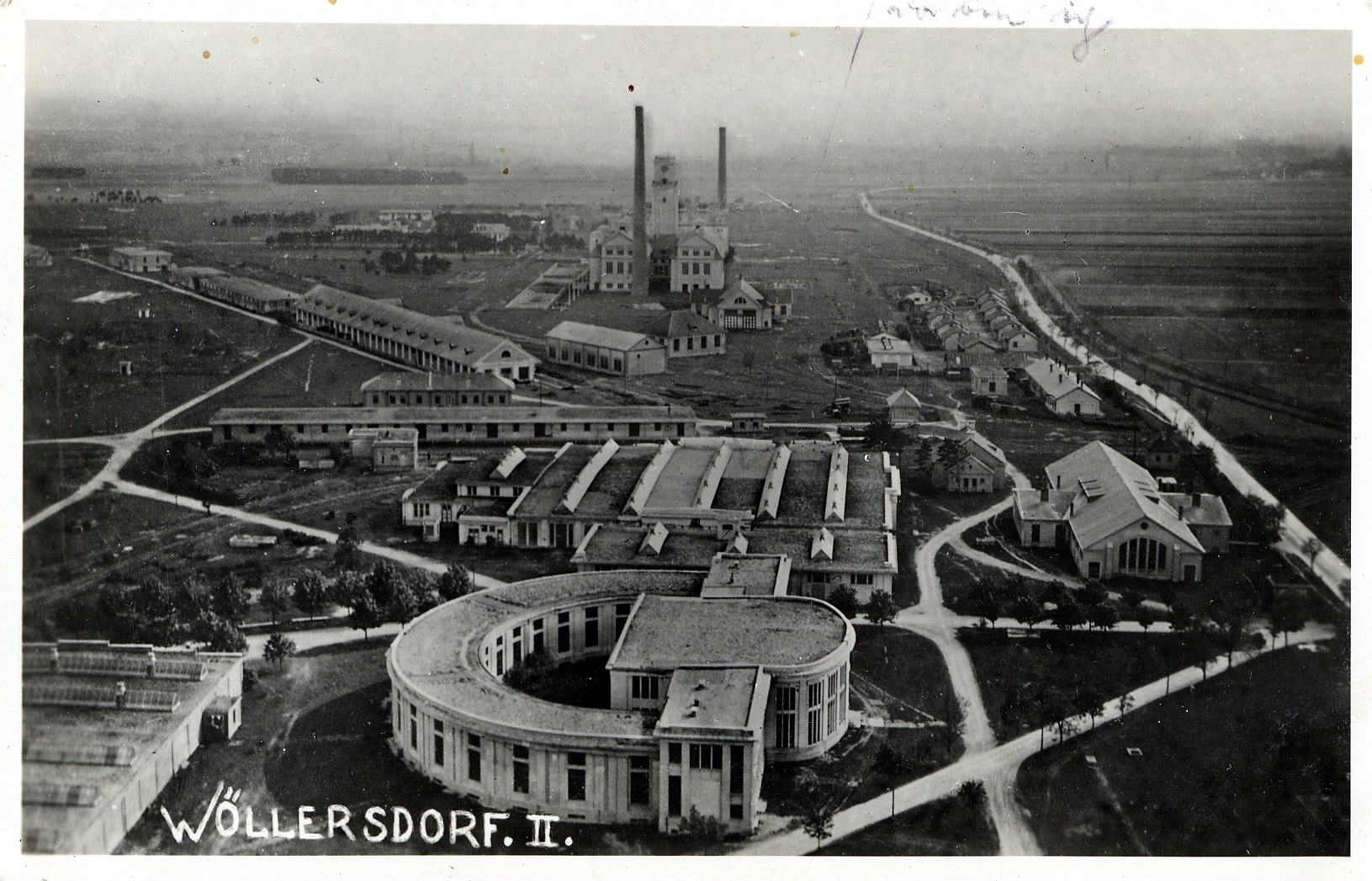
L'usine de cartouche de Wöllersdorfer, à partir d’octobre 1933, le site du camp de détention de Wöllersdorf

Friedrich Mandl (né le 9 février 1900 à Vienne – mort le 8 septembre 1977 à Vienne) fut le président de Hirtenberger Patronen-Fabrik à Hirtenberg, une firme autrichienne d'armement fondée par son père, Alexander Mandl.

## Biographie
Mandl était un fasciste de premier plan, mais plutôt attaché à l’austrofascisme et au fascisme italien qu’au nazisme. Dans les années 1930, il devint proche du prince Ernst Rüdiger Starhemberg, commandant de l'armée privée fasciste autrichienne (« Heimwehr »), auxquels il fournit des armes et des munitions. Pour cela, il se convertit au catholicisme[réf. incomplète].
De 1933 à 1937, Mandl fut marié à l'actrice catholique d´origine juive[réf. nécessaire] Hedwige « Hedy » Kiesler, qui deviendra célèbre sous le nom Hedy Lamarr à Hollywood. La rumeur veut que Mandl ait tenté de mettre un terme à sa carrière d'actrice et d'acheter toutes les copies du célèbre film Extase (1933), où elle apparaissait nue.
Il est en 1933 le principal fournisseur en poudre à canon de l'Italie de Mussolini.
Après l’intégration de l'Autriche dans l'Allemagne nazie avec l'Anschluss de 1938, les biens de Mandl qui n'avaient pas encore été transférés à un propriétaire suisse furent saisis, car il avait soutenu l’austrofascisme séparatiste et parce que son père était juif. En dépit de l'origine juive de Mandl, son épouse d'alors Hedy Lamarr écrivit dans son autobiographie « Ecstasy and Me » que le dictateur italien Benito Mussolini et le dictateur allemand Adolf Hitler assistaient aux fêtes données par Mandl. Lamarr décrivit Mandl comme la contrôlant, et écrivit qu'elle ne s'échappa que grâce à un déguisement de femme de chambre et à son exil à Paris, où elle obtint le divorce. Jusqu'en 1940, Mandl essaya d'établir un contact avec l’administration d’Hermann Göring, afin de fournir du fer à l'Allemagne.
Mandl déménagea ensuite au Brésil puis en Argentine, où il acquit la nationalité et où il se remaria. En Argentine, il a servi comme conseiller auprès de Juan Perón et se lança dans la production de films. Il fonda également une nouvelle entreprise de fabrication d’avions, Industria y Metalúrgica Plástica Argentina. Mandl devint un des principaux membres des cercles sociaux de l'Argentine. Il acquit des résidences à Mar del Plata, un château à Córdoba et un petit hôtel à Buenos Aires. Il travailla en étroite collaboration avec le designer français Jean-Michel Frank, qui était alors directeur artistique de Comte SA et qui produisit la plupart des meubles de Mandl.
Après la guerre, il revint en Autriche. Mandl se maria pour la dernière fois avec Monika Brücklmeier, fille de Eduard Brücklmeier, un complice du complot du 20 juillet visant à assassiner Adolf Hitler, exécuté pour son implication.